# Rajão

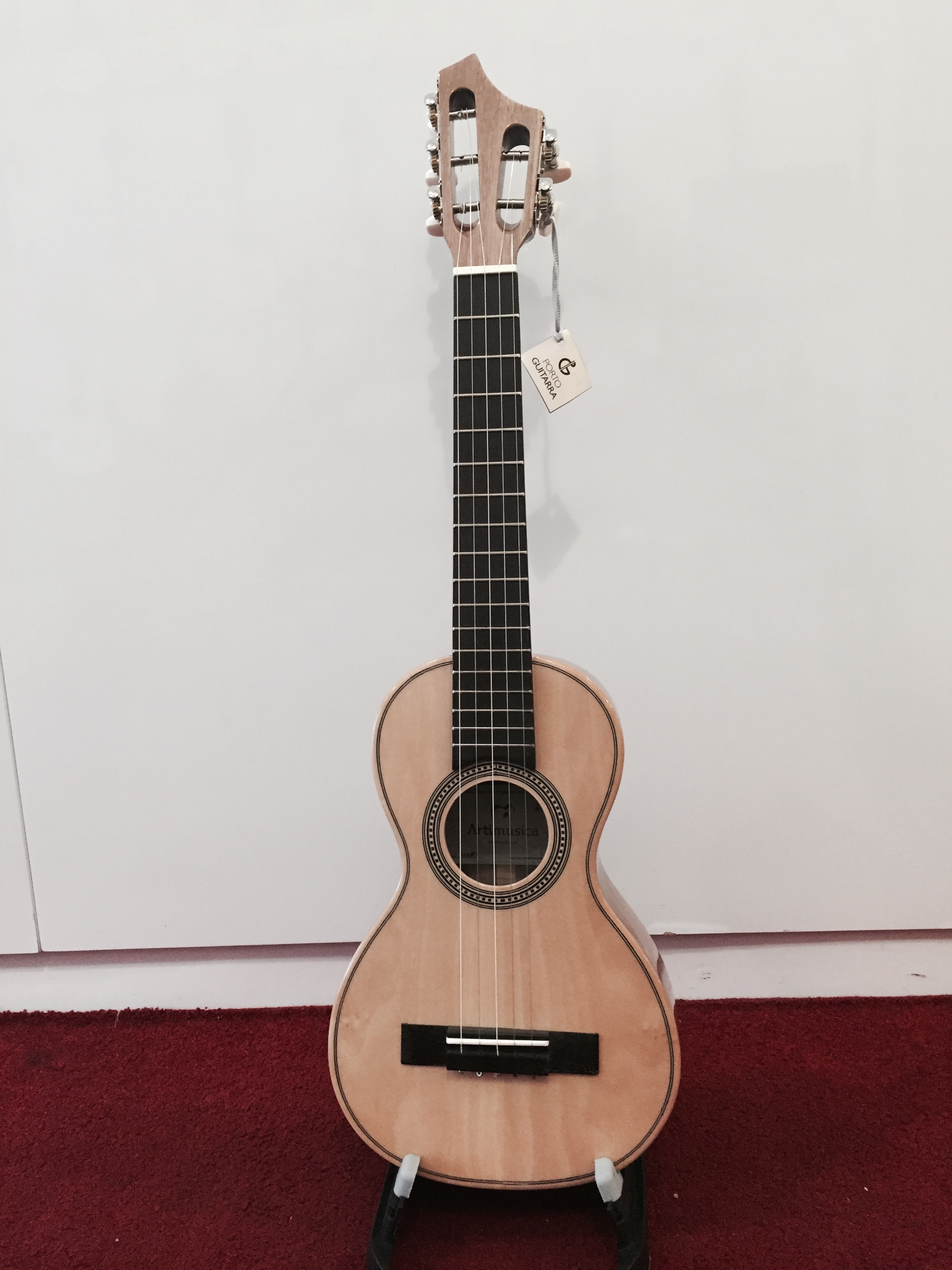

O rajão é um instrumento da classe dos cordofones que arma com cinco cordas simples e é, provavelmente, o único instrumento de criação verdadeiramente madeirense.

## Classificação
O “Rajão” (designação utilizada somente na Madeira), de acordo com o sistema de  classificação de Hornbostel-Sachs, caracteriza-se como sendo um cordofone, mais especificamente, um cordofone composto de cordas beliscadas. O som é produzido pela vibração de uma ou mais cordas tensionadas, apresentando uma caixa de ressonância como parte integral do instrumento.

## Enquadramento histórico
O Rajão, embora ainda pouco estudado no panorama etnográfico madeirense, é um dos mais interessantes, senão mesmo o mais interessante, dos cordofones de mão utilizados nesta ilha.
De entre todos os instrumentos utilizados no folclore madeirense será, provavelmente, o mais genuinamente regional na sua origem e, certamente, aquele que apresenta características mais arcaicas passíveis de serem associadas historicamente à região, pelo menos, desde o século XVII.
A sua afinação reentrante, em que a terceira corda é a mais grave, é típica da viola de mão seiscentista. Pensa tratar-se de uma adaptação da “viola requintada” utilizada, pelo menos, desde finais do século XVI. De facto o único exemplar que sobreviveu até aos nossos dias é a célebre “viola requintada” do português Belchior Diaz, que data de 1581 e que se encontra no Royal College of Music. Este exemplar apresenta dimensões que se assemelham às dos rajões construídos ao longo do século XIX.
Trata-se de um instrumento que é utilizado sobretudo como acompanhador do canto e da dança no folclore da região desconhecendo-se o seu uso em estilo ponteado. Tem bastante influência nas zonas rurais da Madeira, derivada da sua facilidade em acompanhar diversos ritmos musicais.
Este instrumento terá sido exportado para o Havai, em tempos idos, pelos madeirenses que emigraram para essas paragens, onde lhe terá sido atribuída a designação de ukulele (que significa pulga saltadora). Aqui terá sofrido diversas alterações  passando o seu encordoamento a ser feito apenas com quatro cordas. O seu tamanho também sofreu modificações sendo possível encontrar exemplares de dimensões mais reduzidas. Será aliás este facto que terá motivado acesas discussões sobre a origem do ukulele, sendo que alguns estudiosos defendem que, devido às suas dimensões, seria mais provável que descendesse da “braguinha” (termo utilizado na Ilha da Madeira para designar o cavaquinho). A sua afinação, no entanto, é igual à do rajão e não da braguinha.
Na Exposição Mundial de Lisboa organizou-se, pela primeira vez em cem anos, um espectáculo com músicos do Havai e da Madeira num projecto intitulado Father and Son, onde pudemos ver o reencontro entre o ukulele e os dois instrumentos regionais madeirenses que, supostamente, estiveram na sua origem.
Terá também sido exportado, em grandes quantidades,  para outros locais, nomeadamente para a região Norte de África, por volta do ano de 1897.

## Morfologia tradicional[3]
| Parte             | Características                                                                           |
| ----------------- | ----------------------------------------------------------------------------------------- |
| Comprimento total | 66 cm de comprimento                                                                      |
| caixa harmónica   | 32 cm de comprimento                                                                      |
| caixa harmónica   | 21 cm no espaço mais largo                                                                |
| Ilhargas          | 6 cm                                                                                      |
| Trastos           | 17, metálicos sobre o tampo                                                               |
| Boca              | 5 cm de diâmetro, forma redonda, ornamentada com filetes embutidos de madeiras diferentes |
| Cavalete fixo     | 9,5 cm                                                                                    |
| Pestana           | em marfim, 4,5 cm                                                                         |
| Corpo             | caixa acústica em forma de oito                                                           |
| Cabeça            | com 5 chaves mecânicas laterais de parafuso sem fim                                       |

## Afinação e encordoamento
O rajão, tal se apresenta nos nossos dias, arma com cinco cordas simples mas, divergindo das violas de mão, utiliza um tipo de afinação “reentrante”. Este tipo de afinação caracteriza-se por ter a terceira corda como sendo a mais grave contrariamente aos outros instrumentos montados com cinco cordas, em que a quinta costuma ser a mais grave. A toeira (ou corda que dá o tom de afinação ao instrumento) é, neste instrumento, a quarta corda. Apresenta um encordoamento muito com uma disposiçãosui generis sendo a terceira corda um bordão, produzindo assim uma sonoridade distinta.
Os tocadores mais experiente deste tipo do cordofone apresentam uma forma de execução muito característica, sendo que o, vulgarmente designado, “tocar de rasgado” faz-se recorrendo aos dedos anelar, médio e indicador sob todo o encordoamento. Nesta forma de execução o punho executa movimentos no sentido de cima para baixo alternando com movimentos do polegar no sentido oposto, ou seja, de baixo para cima. Este esquema de execução pode, no entanto, ser invertido.
As cordas do rajão dispõem-se na seguinte ordem (de baixo para cima e/ou do agudo para o grave):
- Primeira: Lá (carrinho Nº 10)
- Segunda: Mi (carrinho Nº 4)
- Terceira: Dó (bordão Nº 41 – Si da guitarra portuguesa)
- Quarta: Sol (carrinho Nº 9 – toeira)
- Quinta: Ré (bordão Nº 41 – Si da guitarra portuguesa)